# Ворогушин, Виктор Анатольевич
Виктор Анатольевич Ворогушин (род. 16 октября 1943, Омск) — российский политический деятель, депутат Государственной думы второго созыва

## Биография
Окончил радиотехнический факультет Ленинградского института точной механики и оптики (ЛИТМО) (1967) по специальности «Квантовая электроника». Более 20 лет работал во Всесоюзном научно-исследовательском и конструкторском институте медицинской лабораторной техники. Директор Государственного завода химико-лабораторной посуды и приборов "Дружная горка". Главный инженер Ленинградского научно-производственного объединения "Красногвардеец". Заместитель генерального директора ГУП "Ленгидроэнергоспецстрой" (строительство ленинградской дамбы-защитных сооружений от наводнения).
Депутат Государственной Думы Федерального Собрания РФ второго созыва (1995—1999), Избран по Кингисеппскому одномандатному избирательному округу № 100, был членом фракции КПРФ, заместителем председателя Комитета по охране здоровья, председателем подкомитета по медицинской промышленности, новым технологиям, развитию технологии лекарств, реагентов и расходных материалов.
Депутат Законодательного Собрания Ленинградской области четвёртого созыва (2007—2011). Избран по списку КПРФ, член фракции КПРФ, заместитель председателя постоянной комиссии по здравоохранению и социальной политике, член постоянной комиссии по бюджету и налогам, член Ленинградского областного комитета КПРФ.
С 2002 по настоящее время является председателем Комитета по медицинской промышленности и биотехнологии Санкт-Петербургской Торгово-промышленной палаты.
С 1997 года по 2020 годы являлся президентом Ассоциации предприятий медицинской промышленности «Северо-Запад».